# Indian Island, Labrador
Indian Island är en ö i Kanada.   Den ligger i provinsen Newfoundland och Labrador, i den östra delen av landet, 1 700 km nordost om huvudstaden Ottawa. Arean är 5,1 kvadratkilometer.
Terrängen på Indian Island är platt. Öns högsta punkt är 108 meter över havet. Den sträcker sig 2,7 kilometer i nord-sydlig riktning, och 3,0 kilometer i öst-västlig riktning.